# Reprezentacja Portugalii U-16 w piłce nożnej mężczyzn
Reprezentacja Portugalii U-16 w piłce nożnej – juniorska reprezentacja Portugalii, sterowana przez Portugalski Związek Piłki Nożnej. Jest powoływana przez selekcjonera, występować w niej mogą wyłącznie zawodnicy posiadający obywatelstwo portugalskie i którzy w momencie przeprowadzania imprezy docelowej (finałów Mistrzostw Europy) nie przekroczyli 16 roku życia.

## Sukcesy
- Mistrzostwa Europy 1989, Mistrzostwa Europy 1995, Mistrzostwa Europy 1996, Mistrzostwa Europy 2000 – 1. miejsce

## Występy w ME U-16
Uwaga: Od 2002 rozgrywano Mistrzostwa Europy U-17
- 1985: 4 miejsce w grupie
- 1986: 3 miejsce w grupie
- 1987: 2 miejsce w grupie
- 1988: 2 miejsce
- 1989: 1 miejsce
- 1990: 4 miejsce (przegrała w półfinale z Polską)
- 1991: 2 miejsce w grupie
- 1992: 4 miejsce
- 1993: 4 miejsce w grupie
- 1994: Ćwierćfinał
- 1995: 1 miejsce
- 1996: 1 miejsce
- 1998: 4 miejsce
- 1999: Ćwierćfinał
- 2000: 1 miejsce